# Licaria terminalis
Licaria terminalis är en lagerväxtart som beskrevs av Van der Werff. Licaria terminalis ingår i släktet Licaria och familjen lagerväxter. Inga underarter finns listade i Catalogue of Life.